# Calpurnia robinioides
Calpurnia robinioides är en ärtväxtart som först beskrevs av Dc., och fick sitt nu gällande namn av Ernst Meyer. Calpurnia robinioides ingår i släktet Calpurnia och familjen ärtväxter. Inga underarter finns listade i Catalogue of Life.